# Lorraine Pétrel
Il Lorraine Pétrel era un motore aeronautico a 12 cilindri a V di 60°, raffreddato a liquido, prodotto dall'azienda francese Lorraine-Dietrich nella seconda metà degli anni trenta del XX secolo. Fu utilizzato su numerosi tipi di velivoli, tra i quali i bombardieri Potez 542, e i caccia PZL P.8/II e Koolhoven F.K.55, entrambi rimasti allo stadio di prototipo.

## Storia del progetto
Durante il corso degli anni trenta del XX secolo la Société Lorraine, che nel 1937 fu nazionalizzata nella Société Nationale de Construction de Moteurs (SNCM), continuò la sua tradizione di costruire grandi motori aeronautici raffreddati a liquido. Questi ultimi motori presero il nome dagli uccelli: Eider, Courlis, Pétrel e Sterna.  Gli ultimi due tipi rimasero in produzione fino al 1938.
Il Lorraine 12H Pétrel, progettato dall'ingegnere Marius Barbarou, entrò in produzione nel 1932, con la prima versione che erogava la potenza di 500 CV (370 kW). La successiva versione 12Ha Pétrel, erogante 493 hp (368 kW), fu utilizzata sul prototipo del bombardiere pesante quadrimotore SAB AB-21.

## Tecnica
Il motore Lorraine 12H Pétrel pesava a secco 475 kg, e disponeva di 12 cilindri, suddivisi su due banchi di sei, disposti a V di 60° l’uno dall’altro, azionanti un unico albero motore. Ogni cilindro aveva quattro valvole in testa, due di aspirazione e due di scarico, con le guide in bronzo.  Ogni bancata aveva il proprio albero a camme in testa e ogni camma azionava una coppia di valvole attraverso punterie a forma di T, mentre il gambo del T si muoveva in una guida per evitare la forza laterale sugli steli della valvola.
La cilindrata totale era di 28.730 cc.
Il raffreddamento era a liquido, e il propulsore, nella versione 12Hgrs, erogava la potenza massima di 815 CV a 2 800 g/min.

## Impiego operativo
Il motore 12Hfrs Pétrel fu impiegato operativamente sui 74 bombardieri Potez 542 entrati in servizio nell'Armée de l'air francese, e nelle Fuerzas Aéreas de la República Española, mentre la versione 12H fu impiegata sui 12 Potez 391 consegnati alla Fuerza Aérea del Perú.
Sperimentalmente venne provato sui caccia olandesi Fokker D.XVII e Koolhoven F.K.55, polacco PZL P.8/II, sul bombardiere pesante Société Aérienne Bordelaise AB-21, e sugli aerei da ricognizione Renard R-31 belga e Breguet Br.19.10 jugoslavo.

## Versioni
- 12H Pétrel: prima versione erogante 500 hp (370 kW).[1]
- 12Ha: versione erogante 500 CV (370 kW).
- 12Hars: versione erogante 640 CV (477 kW)[1]
- 12Hdr: versione erogante 500 CV (370 kW) a 2 300 giri/min.
- 12Hdrs: versione erogante 719 CV (536 kW) a 2 300 giri/minuto.
- 12Hfrs Normale: versione erogante 719 CV (536 kW).[4]
- 12Hfrs Chasse: versione specifica destinata all’utilizzo sui velivoli da caccia, erogante la potenza di 760 CV (567 kW) a 2 800 giri/min. a 4 000 m.[4]
- 12Hgrs: versione erogante 815 CV (608 kW) a 2 800 giri/min.

## Velivoli utilizzatori
- Breguet Br.19.10
- Fokker D.XVII
- Hawker Fury
- Hawker Hart
- Koolhoven F.K.55
- Nieuport-Delage NiD-82
- Potez 39
- Potez 542
- PZL P.8/II
- Renard R-31
- Société Aérienne Bordelaise AB-21

## Esemplari attualmente esistenti
Un motore Lorraine Pètrel è attualmente esposto presso la sezione aviazione del Museo reale dell'esercito e della storia militare di Bruxelles, in Belgio.

### Annotazioni
1. ↑  Che li utilizzò nel corso della guerra civile spagnola contro le forze nazionaliste del generale Francisco Franco.

### Fonti
1. 1 2 3 4  Gunston 1989, p. 95.
2. ↑  Mancini 1936, p. 408.
3. 1 2 3 4 5  Mancini 1936, p. 409.
4. 1 2 3 4  Gray 1972, p. 47d-48d.
5. 1 2  Gunston 2006, p. 129.